# Ru de Retz
Le ru de Retz est une petite rivière française coulant dans le département français de l'Aisne, en région Hauts-de-France, et un affluent gauche de l'Aisne, donc un sous-affluent de la Seine.

## Géographie
| \| Ru de Retz \| Carte. |
| Ru de Retz              |

Le ru de Retz, prend sa source au nord de la forêt de Retz, sur le territoire de la commune de Puiseux-en-Retz, puis s'écoule en direction du nord,
en direction de la vallée de l'Aisne, dans lequel il conflue à Fontenoy. Sa longueur est de 14,6 km.

### Communes et cantons traversés
Aisne : Puiseux-en-Retz, Montgobert, Soucy, Cœuvres-et-Valsery, Cutry, Laversine, Saint-Bandry, Ambleny, Ressons-le-Long et Fontenoy.

## Principaux affluents
- Ru de Saint-Pierre-Aigle
- Le Quenneton

## Hydrologie
- Banque Hydro - Station H5723011 - Le ru de Retz à Ambleny (Pont Cheminet) (option Synthèse) (ne pas cocher la case "Station en service")